# Континентальная лига (бейсбол)
«Континентальная лига», «Континентальная лига профессиональных бейсбольных клубов» или просто «КЛ» (англ. Continental League, англ. Continental League of Professional Baseball Clubs, англ. CL) — проект по созданию третьей высшей бейсбольной лиги США и Канады. Идея существовала с 1920 года, наиболее близка к реализации была в 1959—1961 годах. В отличие от своих предшественников, таких как Лига игроков и Федеральная лига, стремилась к членству в существующей организации организованного бейсбола и к принятию в Major League Baseball. Распалась в августе 1960 года не сыграв ни одной игры, в качестве уступки Уильяма А. Ши в рамках его переговоров с MLB о расширении и включении в неё по крайней мере восьми новых команд.

## История

### Предыстория
Континентальная лига была предложена в 1920 году промоутером Джорджем Германом Лоусоном, но идея бездействовала до 1950-х годов. После переезда «Нью-Йорк Джайентс» (в Сан-Франциско) и «Бруклин Доджерс» (в Лос-Анджелес) в Калифорнию после сезона 1957 года мэр Нью-Йорка Робертом Уогнером-младшим назначил комитет из четырёх человек, чтобы вернуть Национальную бейсбольную лигу в город в 1958 году. Ранние попытки соблазнить одну из шести других существующих команд (предложения поступали к «Цинциннати Редс», «Филадельфия Филлис» и «Питтсбург Пайрэтс») были оставлены.

### Анонс
Континентальная лига была идеей поверенного Уильяма А. Ши, предложенной в ноябре 1958 года. 27 июля 1959 года была официально объявлена новая лига с командами в Денвере, Хьюстоне, Миннеаполиса и Сент-Поле, Нью-Йорке и Торонто. Считалось, что название лиги было предложено сенатором от Колорадо Эдвином Джонсоном.
Владельцев команды на объявлении представляли Боб Хаусэм (Денвер), Крейг Ф. Каллинан-младший (Хьюстон), Уилок Уитни-младший (Миннеаполис — Сент-Пол) и Дуайт Ф. Дэвис-младший, который представляли группу во главе с Джоан Уитни Пейсон (Нью-Йорк) и Джек Кент Кук (Торонто). Владельцы из каждого города соглашались выплатить лиге 50 000 долларов США и обязались вложить капитал в размере 2,5 миллиона долларов, не считая затрат на стадион с минимальная вместимостью в 35 000 мест.
Ожидалось, что до начала дебютного сезона в 1961 году появятся как минимум три другие команды, лига заявляла о получении заявок из 10 городов. Из них были выбраны Атланта (объявлена 8 декабря 1959 г.), Даллас-Форт-Уэрт (объявлены 22 декабря 1959 г.), и Буффало (поддержано Робертом О. Свадосом и объявлено 29 января 1960 г.) . 18 августа 1959 г. бывший президент «Доджерс» Бранч Рики был назначен президентом лиги, выступая 13 сентября в программе канала CBS «What’s My Line» он объявил новую лигу «неизбежной, как завтрашнее утро».
18 февраля 1960 года Рики и Куки объявили, что лига откроется через два месяца — 18 апреля.

### Реакция
Офис комиссара Высшей лиги бейсбола уклонился от обязательств по этому вопросу. Но пользовавшиеся тогда большей автономией Американская и Национальная лиги выступили резко против нового игрока, отвечая единодушному негативному отношению владельцев своих команд. Обе лиги объявили о планах расширения, заключавшихся в добавлении двух команд в каждую из существующих лиг. При этом приоритет отдавался городам, в которых нет команд MLB.
НЛ разместила одну из новых команд в Хьюстоне (Houston Colt .45s), а АЛ — в Вашингтоне (Вашингтон Сенаторз), где уже существовала собственная команда MLB, которая переехала в Миннеаполис — Сент-Пол и в итоге стала командой Миннесота Твинс. При этом и в Миннеаполисе-Сент-Поле, и в Хьюстоне должна была выступать команда из Континентальной лиги.
Затем НЛ разместила ещё одну команду в Нью-Йорке, предложив свою десятую франшизу (Нью-Йорк Метс) владельцам местной команды КЛ, чьё согласие фактически положило конец любой попытке возродить новую лигу. This franchise would become the New York Mets. После этого АЛ расширило своё присутствие на западное побережье США, разместив новую команду в Лос-Анджелесе (Лос-Анджелес Энджелс).

### Роспуск
После осуществления возвращения Национальной лиги в Нью-Йорк, он прекратил участвовать в создании Континентальной лиги. Предложение о вхождение в МЛБ было одобрено владельцами команд КЛ, и 2 августа она формально самораспустилась.

## Наследие
Историки бейсбола сходятся во мнении, что даже без неминуемой угрозы третьей высшей лиги расширение Высшей лиги бейсбола неизбежно произошло бы из-за давления со стороны Конгресса, быстрого роста профессионального футбола и замены владевших командами долгое время владельцев более молодыми бизнесменами, которые были склонны к расширению. Тем не менее Континентальная лига, несомненно, вынудила MLB ускорить расширение на несколько лет. Хотя её и удалось предотвратить запуск конкурента с восемью играющими командами, добиться этого удалось лишь через добавление стольких же собственных франшиз. MLB завершила выполнение этого обязательства в 1969 году, когда Американская и Национальная лига добавили ещё по две команды, а в общей сложности — восемь в течение десятилетия.
Хотя усилия Уильяма Ши по созданию третьей высшей лиги сегодня малоизвестны, в память о его усилиях по возвращению бейсбола Национальной лиги в Нью-Йорк с 1964 по 2008 год был назван домашний стадион «Нью-Йорк Метс». В течение следующих двух десятилетий Ши будет участвовать в усилиях по обеспечению второй франшизы для города в каждом из трех других основных видов спорта (американский футбол, бейсбол, баскетбол). Он был посредником в продаже Нью-Йорк Джетс от Гарри Висмера Сонни Верблину, обеспечив выживание тогда ещё молодой франшизы Американской футбольной лиги, а затем работал над Нью-Йорк Никс из Американской баскетбольной ассоциации на Лонг-Айленд. Ши также помогал вести переговоры о слиянии обеих соперничающих лиг с созданной Национальной футбольной лигой и Национальной баскетбольной ассоциацией. С другой стороны, он активно выступал против усилий по созданию команды Всемирной хоккейной ассоциации на Лонг-Айленде, в противовес этого лоббируя Национальную хоккейную лигу и «Нью-Йорк Рейнджерс», чтобы предоставить округу Нассау франшизу НХЛ в лице «Нью-Йорк Айлендерс».
Из восьми городов Континентальной лиги все, кроме одного, в конечном итоге получили франшизы Высшей бейсбольной лиги: Миннеаполис — Сент. Пол в 1961 году («Миннесота Твинс»), Хьюстон и Нью-Йорк в 1962 году («Хьюстон Астрос» и «Нью-Йорк Метс») , Атланта в 1966 году (Атланта Брэйвз), Даллас-Форт-Уэрт в 1972 году («Техас Рейнджерс»), Торонто в 1977 году («Торонто Блю Джейс») и Денвер в 1993 году («Колорадо Рокиз»). Только Буффало, хотя и прилагавшее в начале 1990-х усилия по привлечению команды MLB на новое поле так и не смогло вернуть профессиональный бейсбол (в XIX в. Буффало была команда высшей лиги «Буффало Бизонс», в настоящее время одноимённый клуб выступает в международной лиге Triple-A). В сезоне MLB 2020 года из-за ограничений на трансграничные поездки, вызванных пандемией COVID-19, город принимал большинство домашних игр «Торонто Блю Джейс».